# Hans-Peter Steinacher
Hans-Peter Steinacher (* 9. September 1968 in Zell am See) ist ein österreichischer Tornadosegler.

## Werdegang
Zusammen mit Roman Hagara wurde er 2000 bei den Olympischen Spielen in Sydney und 2004 bei den Olympischen Spielen in Athen Olympiasieger. Sie sind das erste Team, das in dieser Disziplin zweimal in Folge den Sieg errang.
Bei der Eröffnungsfeier der Olympischen Sommerspiele 2008 in Peking war Steinacher Fahnenträger der österreichischen Olympiamannschaft.

## Sportliche Erfolge
- Olympische Spiele
  - Goldmedaille bei den Olympischen Sommerspielen 2000 in Sydney
  - Goldmedaille bei den Olympischen Sommerspielen 2004 in Athen
- Weltmeisterschaften
  - 1 × Weltmeister (1999) und 2 × Vizeweltmeister (2000, 2001)
- Europameisterschaften
  - 4 × Europameister (1997, 2000, 2001, 2006) und 2 × Vizeeuropameister (2003, 2005)

## Auszeichnungen und Ehrungen
- Ehrenbürgerschaft von Zell am See
- Goldenes Ehrenzeichen für Verdienste um die Republik Österreich (2000)
- Großes Ehrenzeichen für Verdienste um die Republik Österreich (2004)
- Ehrenbürgerschaft der Stadt Athen (2005)

## Trivia
Im April 2018 wurde von der österreichischen Post eine Sonderbriefmarke mit einem Motiv aus dem Segelsport mit Steinacher und Hagara herausgegeben.